# Taemin
I Themin (hangul: 이태민, handzsa: 李泰民, RR: I Taemin), ismert művésznevén Taemin (1993. július 18.–) dél-koreai énekes, táncos és színész. 2008-ban, a SHINee együttes tagjaként debütált az SM Entertainment menedzselésében. Számos fiatal K-pop-idol tekinti példaképének, emiatt az „idolok idola” becenév ragadt rá.
2014-ben jelent meg első szólólemeze Ace címmel, mely első helyen végzett a Kaon (Gaon) albumlistáján, a Danger című kislemez pedig 5. volt a digitális toplistán. Első nagylemeze, a Press It 2016-ban jelent meg és szintén első helyezett volt a koreai albumlistán. Ugyanebben az évben Taemin Japánban debütált Szajonara hitori című középlemezével.
2017-ben adta ki második koreai nagylemezét Move címmel, ezt 2018-ban a Taemin című japán nagylemeze követte. Harmadik koreai stúdióalbuma 2020-ban a Never Gonna Dance Again  címet kapta.

## Élete és pályafutása

### 2008–2013: kezdetek
Gyakornokként került az SM Entertainmenthez, és 2008-ban, 14 évesen debütált a SHINee együttes tagjaként az Ingigajo (Inkigayo) című műsorban az SBS csatornán. 2009-ben kapta első színészi szerepét az MBC csatorna Thehi, Hjegjo, Csihjon (Tae Hee, Hye Kyo, Ji Hyun)(태희혜교지현이) című napi szappanoperájában. 2012-ben a Koala Kid című animációs film főszereplőjét szinkronizálta. Részt vett az Immortal Songs 2 televíziós programban is, melyben sztárok versenyeztek örökzöld slágerek előadásával.
2012. szeptember 19-én jelent meg első filmzenei betétdala, a U, melyet a To the Beautiful You című sorozathoz vett fel.
2013 áprilisában az SM Entertainment közölte, hogy Taemin a We Got Married című valóságshow résztvevője lesz Szon Naun (Son Naeun)nel. Ugyanebben az évben a Dating Agency: Cyrano című sorozatban játszott, három epizód erejéig. Decemberben a Prime Minister & I című televíziós sorozat egyik betétdalát énekelte, Footsteps címmel.

### 2014–2016:Ace,Press It,Szajonara hitori

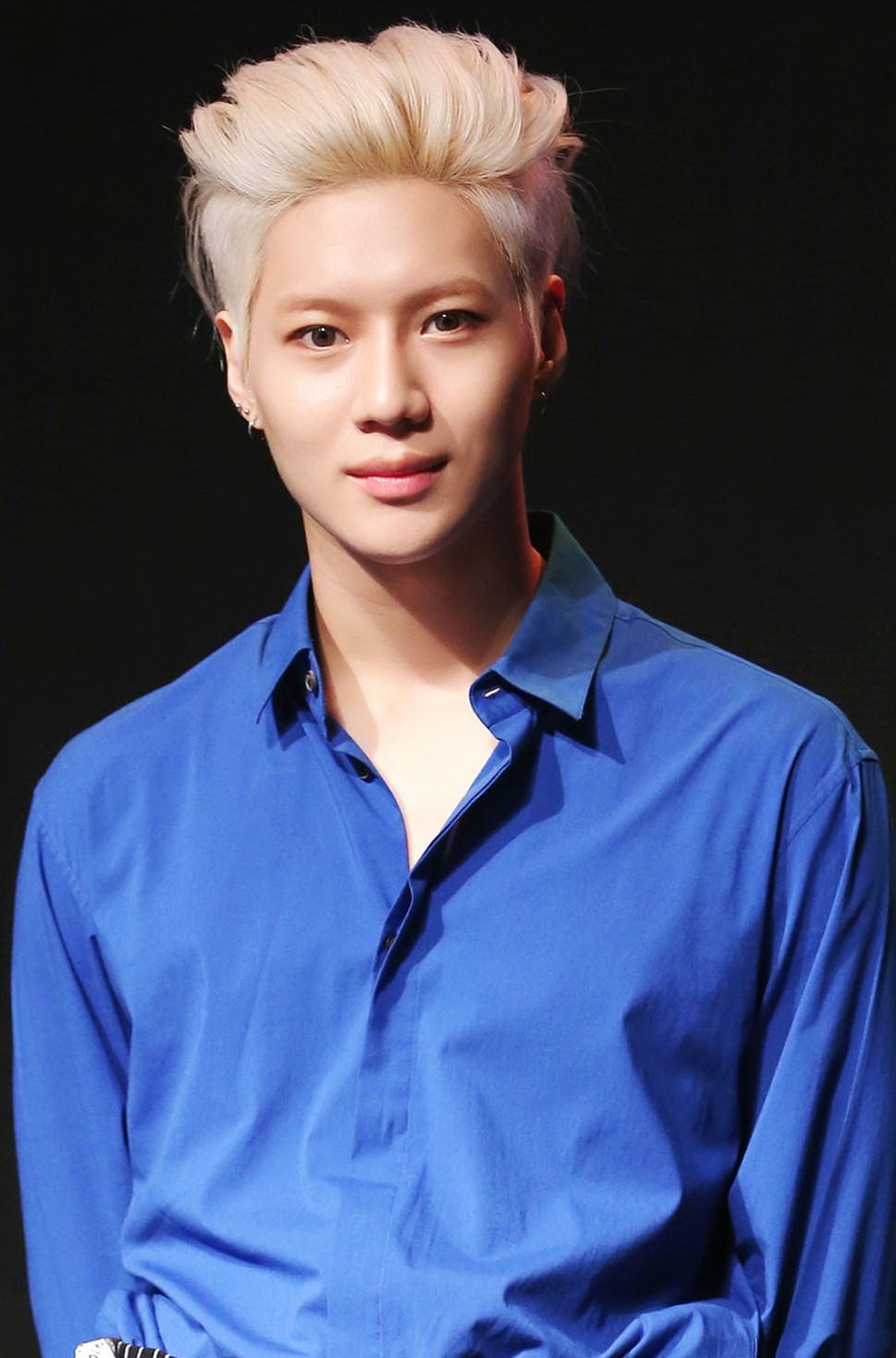
Taemin Tajvanon a Press It lemezbemutatóján, 2016-ban

2014-ben Taemin a Princess Hours című manhvából (manhwából), illetve sorozatból készült japán musicalben szerepelt. Augusztus 18-án megjelent első szóló középlemeze Ace címmel. A lemez első helyet ért el a Kaon (Gaon) albumlistáján, a Danger című kislemez pedig ötödik volt a digitális kislemezlistán. A dalhoz készült videóklipet augusztus 16-án mutatták be; a tánckoreográfiát az amerikai Ian Eastwood és az SM Entertainment BeatBurger nevű koreográfuscsapata alkotta meg. Taemin Los Angelesbe utazott a koreográfia elsajátításához.
2015. február 3-án bejelentették, hogy az énekes szerepelni fog a Match Made in Heaven Returns (천생연분 리턴즈) című varietéműsorban. Április 14-én a JTBC Welcome Back to School című varietéműsorban lépett fel. Júniusban a Who Are You: School 2015 című sorozathoz vette fel a That Name  című dalt, Kim Dzsonghjon (Kim Jonghyeon)nal.
Első nagylemeze Press It címmel 2016. február 23-án jelent meg. A Press Your Number című kislemez társproducere Bruno Mars volt. A lemez első lett a Kaon (Gaon) albumlistáján.
2016 júliusában megjelent első japán középlemeze, a Szajonara hitori, melyen a Press Your Number japán nyelvű verziója is helyet kapott. Taemin ebben az évben az Mnet csatorna Hit the Stage című táncműsorában is részt vett, Szugavara Koharu japán tánckoreográfus volt a partnere, aki a Szajonara hitori koreográfiáját készítette. Megnyerték az első helyet a második epizódban.

### 2017–2018:Flame of Love,MoveésTaemin

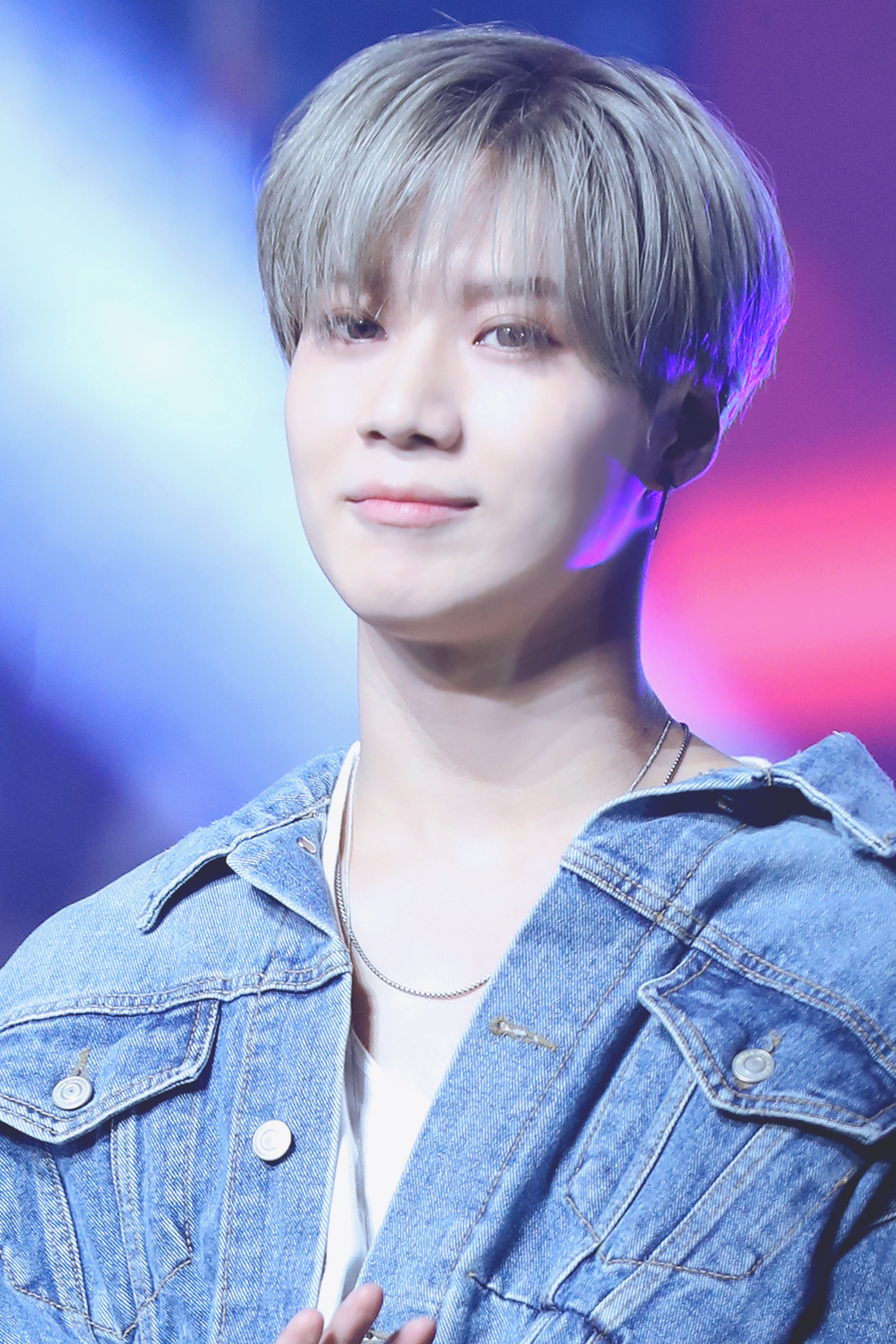
Taemin 2018-ban

Taemin 2017 júliusában tartotta első japán szólókoncerjét a Nippon Budókanban, 28 000 néző előtt. Ugyanebben a hónapban jelent meg második japán középlemeze, a Flame of Love. Első szólókoncertjét Koreában augusztus végén tartotta, három nap alatt 12 000 rajongó előtt. Október 14-én és 15-én még két koncertet adott Szöulban, 20 000 fő előtt. Ezt újabb japán koncertek követték.
2017 szeptemberében az Amazon Prime saját gyártású, Final Life: Even If You Disappear Tomorrow (ファイナルライフ－明日、君が消えても－; Final Life: Asita, kimi ga kietemo; Hepburn: Final Life: Ashita, kimi ga kietemo) című japán krimisorozatában szerepelt. Betétdalt is felénekelt a sorozathoz What's This Feeling címmel. Ezt egy saját valóságshow követte, a V Live-on közvetített The Taemin: Xtra Cam.
2017 októberében Taemin a Idol Rebooting Project: The Unit című tehetségkutató műsor egyik idolmentora lett. Második koreai nagylemeze Move címmel ugyanebben a hónapban látott napvilágot. Az azonos című dal koreográfiája futótűzként terjedt Koreában. A lemez második volt a Kaon (Gaon) albumlistáján és harmadik lett a Billboard World Albums listáján. December 10-én megjelent a lemez újracsomagolt változata Move-ing címmel, négy új dallal. Ugyanebben a hónapban a KBS Song Festivalon kellett volna fellépnie, de együttesbeli csapattársa, Dzsonghjon (Jonghyeon) halála miatt lemondta a megjelenést.
2018 májusában a JTBC csatorna Why Not? The Dancer című műsorában szerepelt, ahol Unhjok (Eunhyeok) (Super Junior) és I Gigvang (Lee Gigwang) (Highlight) társaságában Los Angelesbe utazott, hogy koreográfusnak tanuljon. Később a The Call című zenei műsorban vett részt, ahol Behwyvel a UV-vel közösen szerepelt. 2018. szeptember 21-én japán turnére indult. 16 városban 32 teltházas koncertet adott, összesen több mint 100 000 néző előtt. November 5-én megjelent Taemin című japán nagylemeze.

### 2019:Want,Famous, SuperM

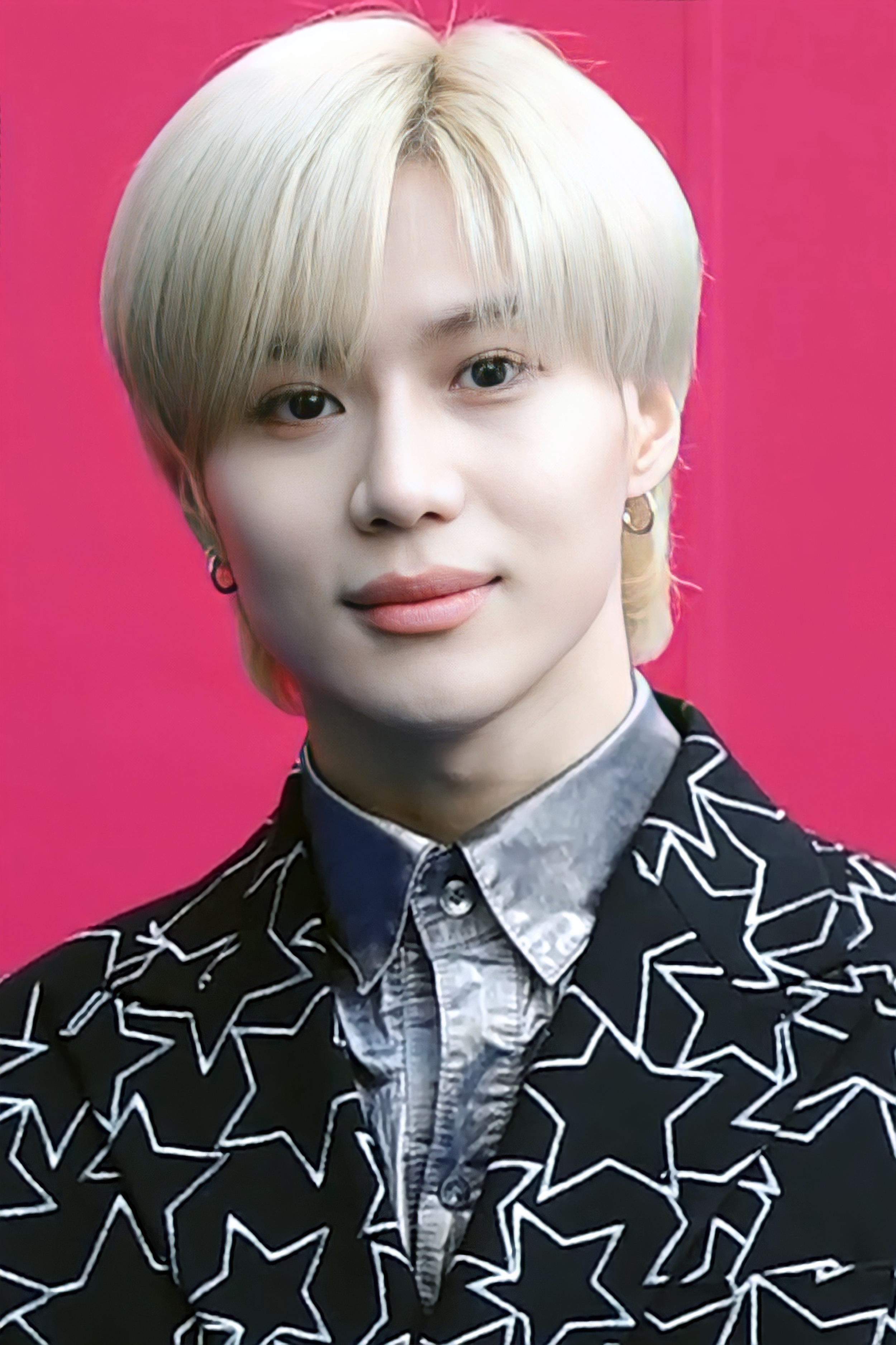
Taemin 2019-ben a Szöuli Divathéten

Második koreai középlemeze Want címmel 2019. február 11-én jelent meg. A lemez negyedik volt a Billboard World Albums listáján, és ötödik a Heatseekers Albums listán. Március 15 és 17 között három koncertet adott Szöulban.
Június 8-án arénaturnéra indult Japánban XTM címmel. Eredetileg 14 koncertet terveztek, de augusztusban még hármat hozzáadtak a turnéhoz a kereslet miatt. Ugyancsak augusztusban adta ki harmadik japán középlemezét, Famous címmel. A lemez vezette az Oricon albumlistáját.
Ugyanekkor Taemin a SuperM nevű supergroup tagjaként debütált, melyet az SM Entertainment a Capitol Recordsszal közösen hozott létre, kifejezetten az amerikai piacra. Decemberben Taemin újra Japánban koncertezett, fellépett a Yokohama Arénában és az Osaka-jo Hallban.

### 2020–:Never Gonna Dance Again,Advice, katonai szolgálat
2020 márciusában ismét Szöulban lépett volna fel, ám a Covid19-pandémia miatt a koncertet le kellett mondani. Új lemezének megjelenése előtt egy online valóságshowban vett részt, melynek a Rare-Taem címet adták, és ahol egy táblajáték alapján küldetéseket kellett megoldania. Harmadik koreai nagylemeze Never Gonna Dance Again címmel látott napvilágot két részletben, szeptemberben és novemberben. A lemezt és a Criminal, valamint az Idea című kislemezeket a kritikusok az év egyik legjobb K-pop-kiadványának tartották.
2021 márciusában a Navillera című sorozathoz felvette a My Day című dalt. 2021 áprilisában bejelentette, hogy május 31-én megkezdi sorkatonai szolgálatát a hadsereg katonazenekarában. Advice című harmadik koreai középlemeze május 18-án jelent meg. Előtte, május 2-án online koncertet tartott a Beyond Live platformon, melyet 119 országból mintegy 90 000 ember követett nyomon. Bevonulása előtt még részt vett a 2020. évi nyári olimpiai játékokra írt Colorful című dal felvételeiben.
2022. január 14-én bejelentették, hogy civil szolgálatosként fogja a hátra lévő szolgálati idejét letölteni, rosszabbodó depressziós és pánikrohamos tünetei miatt.

## Diszkográfia
Stúdióalbumok
- Press It (2016)
- Move (2017)
- Taemin (2018)
- Never Gonna Dance Again (2020)

## Fordítás
Ez a szócikk részben vagy egészben  a   Taemin című angol Wikipédia-szócikk ezen változatának fordításán alapul.  Az eredeti cikk szerkesztőit annak laptörténete sorolja fel. Ez a jelzés csupán a megfogalmazás eredetét és a szerzői jogokat jelzi, nem szolgál a cikkben szereplő információk forrásmegjelöléseként.